# El Bascán
El Bascán är en ort i Mexiko.   Den ligger i kommunen Salto de Agua och delstaten Chiapas, i den sydöstra delen av landet, 800 km öster om huvudstaden Mexico City. El Bascán ligger 98 meter över havet och antalet invånare är 553.
Terrängen runt El Bascán är varierad. Runt El Bascán är det ganska glesbefolkat, med 38 invånare per kvadratkilometer. Närmaste större samhälle är Palenque, 18,0 km nordost om El Bascán. Trakten runt El Bascán består till största delen av jordbruksmark.